# LPU-1 Wirus
LPU-1 Wirus – polski lekki opancerzony pojazd uderzeniowy produkowany przez Polski Holding Obronny oraz firmę Concept od 2014 roku. LPU-1 Wirus został zbudowany na bazie zmodyfikowanego podwozia Toyoty Hilux. Przeznaczony jest dla oddziałów rozpoznawczych, specjalnych i aeromobilnych. Pojazd uzbrojony może być w karabin NSW używający amunicji 12,7 × 108 mm, moździerz lub wyrzutnię rakiet przeciwlotniczych Grom.

## Historia rozwoju
Pojazd Wirus powstał w odpowiedzi na wymagania stawiane przez MON w ramach prowadzonego programu Pojazdów Dalekiego Rozpoznania pod kryptonimem „Żmija”. Spółka Concept bazując na wymaganiach programu, postanowiła zbudować zupełnie nowy pojazd przy czym by ograniczyć koszty i czas takiego przedsięwzięcia postanowiono w dużym stopniu w nowej konstrukcji wykorzystać gotowe już rozwiązania i podzespoły dostępne na rynku, dlatego zdecydowano się na wykorzystanie podwozia Toyoty Hillux. W 2013 roku prace z firmą Concept nad dalszym rozwojem wozu podjął Polski Holding Obronny.
Pierwszy prototypowy pojazd oznaczony LPU-1 zaprezentowano na targach MSPO 2012.
Pojazd LPU-1 Wirus stanowi rozwinięcie kolejnych, bardziej zaawansowanych technicznie wersji: LPU Wirus 2, LPU Wirus 3 oraz LPU Wirus 4, który został wybrany jako zwycięzca programu „Żmija” i w liczbie 118 egzemplarzy trafi do Sił Zbrojnych RP. Pierwsze 25 ze 118 pojazdów zostało przekazanych do użytku w drugim tygodniu grudnia 2021.